# Esprit-Adolphe Segrétain
Pour les articles homonymes, voir Segrétain.
Esprit-Adolphe Segrétain (Laval, 15 octobre 1818 - Paris, 9 février 1862), est un homme politique et essayiste français.

## Biographie
Il est de la famille de Louis-François-Laurent Segrétain. Il se fit connaître d'abord par des ouvrages littéraires. Les élections de 1848 l’appelèrent sur la brèche politique. Il écrivit dans L'Écho de la Mayenne une série d’articles pour demander des explications aux candidats, recommander le choix des hommes nouveaux, montrer le danger du socialisme, réclamer la liberté religieuse, la liberté d’enseignement, et enfin pour se prononcer en faveur de Louis-Napoléon Bonaparte contre Cavaignac. 
En 1849, après avoir demandé la dissolution de l’Assemblée nationale, il posa sa candidature aux Élections législatives de 1849 dans la Mayenne par une profession de foi très ferme, réclamant un gouvernement qui réalisât l’union de la liberté et de l’autorité, s’appuyant sur la religion. Il échoua avec 20 000 voix, mais se présente de nouveau.
Il est finalement élu à Château-Gontier le 14 mars 1852 aux Élections législatives de 1852 dans la Mayenne. L'empereur le nomme maire de Laval le 6 janvier 1853 ; il resta en fonction jusqu'en 1857 quoiqu'il eût annoncé le 2 août qu'il ne se représenteraient pas aux élections municipales. 
Aux Élections législatives de 1857, aussi, Antoine Halligon lui enleva le siège électoral de Château-Gontier. Il abandonna toutes ses fonctions politiques en 1857. Il fut un grand ami de Louis Veuillot et de Dom Prosper Guéranger. Il fut créé commandeur de l'ordre de Saint-Grégoire-le-Grand en 1861.

## Publications
- Poésies de collège, Paris, in-18, 324 p., 1840[1] ;
- Éléments d'esthétique. Essai sur l'imagination, suivi d'une critique du Spiridion de G. Sand, d'une étude sur le Phédon, et de quelques morceaux détachés, Paris, in-18, 288 p., 1840 ;
- Jérôme Cardan, 1840[2] ;
- Des Éléments de l'État, ou Cinq questions concernant la religion, la philosophie, la morale, l'art et la politique, Paris, 2 volumes, in-18°, 1842  ;
- Exposition raisonnée de la doctrine philosophique de M. La Mennais, Paris, in-32°, 1843 ;
- Socialisme catholique, Laval, Feillé-Grandpré, 90 p., in-12, 1849 ;
- Sixte-Quint et Henri IV. Introduction du protestantisme en France, 1861 .